# Ільїнка (Казанський район)
Ільї́нка (рос. Ильинка) — село у складі Казанського району Тюменської області, Росія.
Населення — 1592 особи (2010, 1568 у 2002).
Національний склад станом на 2002 рік:
- росіяни — 89 %